# Prix Haitinger
Le prix Haitinger est un prix décerné par l'Académie autrichienne des sciences.
Il a été fondé en 1904 par le chimiste Ludwig Camillo Haitinger (1860-1945), qui l'a créé en l'honneur de son père, Karl Ludwig Haitinger. De 1905 à 1943, il est décerné chaque année, pour « des études en chimie et en physique qui se sont avérées d'une grande utilité pratique pour des applications industrielles ».

## Récipiendaires
- 1905 : Friedrich Hasenöhrl, pour la théorie électromagnétique[3]
- 1906 : F. Ratz[4] et Rudolf Scheuble, pour des bougies qui brûlent en couleur[5]
- 1907 : Robert Kremann, pour la recherche sur les esters[6]
- 1908 : Marian Smoluchowski, pour l'étude théorique du mouvement brownien[7]
- 1909 : F. Haiser et F. Wenzel[4]
- 1910 : Anton Skrabal, pour des recherches sur les réactions cinétiques du permanganate de potassium[4]
- 1911 : Gustav Jaumann, pour l'étude des taux de corotation connus sous le nom de dérivées de Jaumann[8]
- 1912 : Albert Defant, pour la physique atmosphérique et la recherche météorologique[9] et Wilhelm Schmidt[4], pour la recherche en microclimatologie[10]
- 1913 : Franz Faltis, pour des recherches sur les opiacés, en particulier la morphine[11] et Otto Hönigschmid, pour la mesure de la masse atomique[12]
- 1914 : Karl Przibram (de), pour des études sur la charge électrique des particules de brouillard[13]
- 1915 : Heinrich Mache, pour la méthode de mesure absolue de la radioactivité[14]
- 1916 : Emil Abel, pour la recherche en catalyse[2]
- 1917 : Felix Ehrenhaft, pour la photophorèse et les effets sur l'interaction de la lumière avec les particules[2],[15]
- 1918 : Wolfgang Joseph Pauli (le père du lauréat du prix Nobel Wolfgang Ernst Pauli), pour ses recherches sur la chimie des colloïdes[4].
- 1919 : Max Bamberger (de) et Julius Zellner[4]
- 1920 : Erwin Schrödinger, pour les fondamentaux de la théorie des couleurs[16] et Hans Thirring[4], pour des études sur la relativité générale[17]
- 1921 : Alfons Klemenc, pour des études sur l'électrochimie[18]
- 1922 : Alois Zinke (de), pour les systèmes à anneaux condensés[19] et Anton Kailan, pour la recherche sur le radium et le rayonnement ultraviolet[20]
- 1923 : Adolph Smekal[4], pour des recherches sur la théorie quantique de la dispersion[21]
- 1924 : Franz Aigner, pour la navigation sonore sous-marine[22] et Gerhard Kirsch, pour la recherche sur la physique nucléaire et la mesure du temps géologique[23]
- 1925 : Robert Kremann, pour la découverte de l'effet électrolyte des alliages[24] et Ludwig Moser, pour les règles quantitatives pour les métaux[25]
- 1926 : Georg Stetter (en), pour avoir utilisé l'électronique pour mesurer l'énergie des particules nucléaires[26]
- 1927 : Moritz Kohn pour la chimie organique et J. Lindner, pour la chimie organique[4]
- 1928 : Karl Wilhelm Friedrich Kohlrausch, pour la loi de la migration indépendante des ions[2]
- 1929 : Fritz Feigel (en), pour ses techniques de chimie analytique[2] et L. Schmid, pour la chimie organique[4]
- 1931 : Ewald Schmidt, pour la recherche sur la radioactivité[4]
- 1932 : Otto Redlich (en), pour des recherches sur les propriétés de l'eau et des solutions aqueuses[27]
- 1933 : Elizabeth Rona[28], pour sa méthode d'extraction du polonium[29] et Berta Karlik[28], pour ses travaux sur la luminescence[29]
- 1935 : Joseph Mattauch, pour le développement de la règle isobare de Mattauch[4]
- 1936 : Otto Kratky (en), pour des études sur les particules colloïdales[30]
- 1937 : Marietta Blau et Hertha Wambacher pour l'identification des particules alpha et des protons[31]
- 1939 : Herbert Haberlandt, pour la luminescence des fluorites[32]
- 1947 : Berta Karlik, pour sa découverte de l'astate[33]